# Michaela Rink
Michaela Rink (* 21. März 1967 in Wiesbaden) ist eine deutsche Sportschützin im Wurfscheibenschießen der Disziplinen Skeet und Trap.

## Leben und Karriere
Anfang der 1980er-Jahre startete Michaela Rink ihre sportliche Karriere als Juniorin beim WC Wiesbaden. Neben Erfolgen bei Welt- und Europameisterschaften, sowie etlichen Medaillen bei Deutschen Meisterschaften, gewann sie 1985 als bis dahin einzige Frau die Silbermedaille mit der Herren-Skeetmannschaft, zu der auch Wolfgang Trautwein und Karl Dreßler gehörten. Durch ihre Startmeldung bei den Junioren war sie automatisch auch für den Mannschaftsstart bei den Herren qualifiziert.
Rinks größter sportlicher Erfolg war die Teilnahme bei den Olympischen Spielen 1988 in Seoul, wo sie den 44. Platz belegte.